# Pic de Nou Creus
El Pic de Nou Creus, o de Noucreus, és una muntanya de 2.799 metres situada entre el municipi de Queralbs, a la comarca catalana del Ripollès, i la comuna de Fontpedrosa, a la del Conflent (Catalunya del Nord).
És a la carena axial de la serralada dels Pirineus, al sud de la comuna de Fonpedrosa i al nord de la de Queralbs, al sud-est del Coll de Nou Fonts i a ponent del Coll de Noucreus i del Pic de la Fossa del Gegant.

## Rutes
Una de les possibles rutes parteix des del santuari de Núria.